# PFC Sochi
El PFC Sochi (Professional Football Club Sochi) (del ruso: Профессиональный футбольный клуб Сочи) es un club de fútbol con base en la ciudad de Sochi, Rusia. Actualmente juega en la Liga Premier de Rusia y disputa sus partidos en casa en el Estadio Olímpico Fisht con capacidad para 41.000 personas.

## Historia
El club fue fundado el 6 de junio de 2018, día en que el club Dynamo Saint Petersburg con base en la ciudad de San Petersburgo hizo oficial su traslado a la ciudad de Sochi. Entre las razones de este traslado estaba el poco apoyo al club en la ciudad de San Petersburgo, más identificada con el Zenit, la utilización del Estadio Olímpico Ficht después de la Copa Mundial de Fútbol 2018 y la llegada de un equipo de fútbol de alto nivel a una ciudad que no posee un club profesional.
El PFC Sochi mantuvo la licencia profesional del Dynamo, así como su lugar en la segunda división para la temporada 2018-19, el club anunció como principal objetivo el ascenso a la máxima categoría del fútbol ruso. El 17 de julio de 2018 el club debutó en su nueva ciudad ante el FC Spartak-2 Moscú. El 11 de mayo de 2019, el club logró hacerse con una de las dos primeras posiciones de la Liga Nacional de Fútbol de Rusia 2018-19 junto al FC Tambov, y con ello el ascenso a la Liga Premier de Rusia para la temporada temporada 2019-20 por primera vez en la historia del club.

## Uniforme
- Uniforme titular: Camiseta, pantalón y medias azules.
- Uniforme alternativo: Camiseta, pantalón y medias blancas.

## Participación en competiciones de la UEFA
| Temporada | Torneo                        | Ronda            | Rival    | Ida | Vuelta | Global         |
| --------- | ----------------------------- | ---------------- | -------- | --- | ------ | -------------- |
| 2021–22   | UEFA Europa Conference League | Clasificatoria 1 | Keshla   | 3–0 | 4–2    | 7–2            |
| 2021–22   | UEFA Europa Conference League | Clasificatoria 2 | Partizán | 1–1 | 2–2    | 3–3 (2:4 pen.) |